# Peter Grünberger
Peter Grünberger (* 20. November 1962 in München; † 6. Mai 2021 ebenda) war ein deutscher Fußballspieler.

## Karriere

### Vereine
Grünberger spielte in seiner Jugend für den Münchener Sportverein BSC Sendling und wechselte im Jahr 1978 in den Nachwuchsbereich des FC Bayern München, zu dessen Amateurmannschaft er im Jahr 1981 aufstieg, der er von 1981 bis 1983 angehörte. Ab 1981/82 gehörte er auch dem Bundesliga-Kader an und war ab 1982 Lizenzspieler der Profimannschaft der Bayern. Mit der Amateurmannschaft bestritt er Punktspiele in der seinerzeit dritthöchsten Spielklasse im deutschen Fußball, der Amateur-Oberliga Bayern. In einem Teilnehmerfeld von 19 Mannschaften schloss er mit seiner Mannschaft als Zweitplatzierter ab und war damit für die Deutsche Fußball-Amateurmeisterschaft 1983 qualifiziert. Nach den erfolgreichen Hin- und Rückspielen der 1. Runde über Hertha 03 Zehlendorf und im Halbfinale über den Offenburger FV erreichte er mit seiner Mannschaft das Finale. Die am 17. Juni 1983 im Homburger Waldstadion ausgetragene Begegnung mit dem FC 08 Homburg wurde mit 0:2 erst in der Verlängerung verloren. Zuvor kam er am 28. August 1982 beim 5:3-Sieg n. V. über die Amateurmannschaft von Werder Bremen im Erstrundenpokalspiel mit Einwechslung für Peter Crhak zur zweiten Halbzeit zum Einsatz.
Dem Bundesliga-Kader des FC Bayern München ebenfalls angehörig, bestritt er für diesen in der Saison 1981/82 auch seine einzigen beiden Pflichtspiele. Am 18. Mai 1982 (20. Spieltag) debütierte er bei der 0:2-Niederlage im Auswärtsspiel gegen Werder Bremen mit der Einwechslung zur zweiten Halbzeit für Kurt Niedermayer. Am 29. Mai (34. Spieltag) spielte er bei der 1:3-Niederlage im Auswärtsspiel gegen den VfL Bochum über 90 Minuten.
Als Teil der Mannschaft wurde er mit den Bayern 1982 (ohne Einsatz) DFB-Pokal-Sieger, die auch das Finale um den Europapokal der Landesmeister erreichten, welches am 26. Mai 1982 mit 0:1 gegen Aston Villa verloren wurde. Ohne weitere Spielpraxis bei den Profis in der darauf folgenden Saison wechselte er – nachdem er es in zwei Spielzeiten auf 67 Spiele und 18 Tore für die zweite Mannschaft in der drittklassigen Bayernliga gebracht hatte – im Sommer 1983 zum VfL Bochum, für den er in sieben Bundesligaspielen – durch fünf Einwechslungen und eine Auswechslung bedingt – 214 Minuten absolvierte.
Nach nur einer Spielzeit für die Bochumer schloss er sich zur Saison 1984/85 dem Zweitligisten SG Union Solingen an, bei dem seine Spielpraxis durch zwei Aus- und fünf Einwechslungen geprägt war und er nur 143 Minuten spielte. Danach ließ er seine Karriere in seiner Heimatstadt beim FC Wacker München ausklingen.

### Nationalmannschaft
Grünberger kam zu seinem ersten Länderspiel-Einsatz für die U16-Nationalmannschaft, die am 9. Mai 1979 in Trossingen mit 1:0 gegen die Auswahl der Schweiz gewann. Anschließend wurde er noch am 8. August in Kungshamn, beim 1:0-Sieg gegen die Auswahl Finnlands, am 9. August in Strömstad, beim 2:2-Unentschieden gegen die U16-Nationalmannschaft Norwegens und am 11. August in Uddevalla, beim 3:1-Sieg über die U16-Nationalmannschaft Schwedens eingesetzt. In diesem, dem Endspiel des 5. Nordlandturniers in Schweden, gelang ihm auch sein einziges Länderspieltor.
Am 3. Oktober 1979 bestritt er in Kiel, beim 1:0-Sieg über die Auswahl Polens, sein einziges Länderspiel für die U18-Nationalmannschaft.

## Erfolg
- Finalist Europapokal der Landesmeister 1982 (mit dem FC Bayern München; ohne Einsatz)
- DFB-Pokal-Sieger 1982 (mit dem FC Bayern München; ohne Einsatz)
- Finalist Deutsche Amateurmeisterschaft 1983 (mit dem FC Bayern München Amateure)

## Sonstiges
Nach seiner Spielerkarriere gründete er in den 1990er Jahren unter dem Namen „Sport Grünberger“ ein Geschäft für Sport- und Freizeitmoden, das nach seinem überraschenden Tod mit 59 Jahren von einem Sohn fortgeführt wurde.